# Marbles Live
Marbles Live è l'ottavo album dal vivo del gruppo musicale britannico Marillion, pubblicato il 14 ottobre 2005 dalla Intact Records.

## Descrizione
Il concerto, tenuto all'Astoria di Londra, il 10 e 11 luglio 2004, fa parte del tour in supporto alla pubblicazione dell'album in studio Marbles del 2004. È stato pubblicato anche un album video del medesimo concerto dal titolo Marbles on the Road.

## Tracce
1. The Invisible Man – 13:28
2. Marbles I – 1:48
3. You're Gone – 6:41
4. Angelina – 7:33
5. Marbles II – 3:05
6. Don't Hurt Yourself – 5:52
7. Fantastic Place – 6:41
8. Marbles III – 1:53
9. The Damage – 4:33
10. Marbles IV – 1:30
11. Neverland – 11:30
12. Estonia – 7:30

## Formazione
- Steve Hogarth – voce
- Steve Rothery – chitarra
- Mark Kelly – tastiera
- Pete Trewavas – basso
- Ian Mosley – batteria